# Museu Cruz Herrera
Museu Cruz Herrera (em castelhano: Museo Cruz Herrera) é um museu em La Línea de la Concepción, Espanha. Fundada em 1975, é nomeado após José Cruz Herrera, que é conhecido por seus retratos.